# Can Patriarca
Can Patriarca és una casa d'Amer (Selva) inclosa a l'Inventari del Patrimoni Arquitectònic de Catalunya.

## Descripció
Edifici cantoner de tres plantes i coberta de doble vessant a façana que dona al carrer Séquia. Està arrebossat i pintat de color blanc, a excepció dels marcs d'algunes obertures. La casa destaca per la seva deformació estructural, aparentment consolidada, d'algunes de les seves parets. Al sector dret de la casa hi ha una terrassa al nivell del primer pis. És el sector que fa cantonada amb el carrer Séquia.
Pel que fa a la façana del carrer Nou, la planta baixa consta d'un sòcol d'arrebossat pintat de color gris, d'un portal principal d'entrada, una porta de garatge i una finestra petita i enreixada de ferro. La porta principal és emmarcada de pedra sorrenca en grans blocs i té la llinda partida i restaurada per un extrem.
El primer pis conté una finestra balconera emmarcada de pedra sorrenca i dues finestres més petites també emmarcades de pedra.
El segon pis presenta dues finestres llargues i primes i una finestra amb una barana no emergent, totes elles fetes de ciment i rajola.
La cornisa, amb un voladís emergent uns 50 cm, està formada per un seguit d'unes 40 mènsules fetes de ciment armat i pintades de color marró que la sosté.
La façana posterior conté una finestra per planta, que a la planta baixa són de mida més petita.

## Història
Casa originària del segle xviii amb reformes als segles XIX i XX.
L'última reforma rellevant, segons les dades del registre cadastral, són de 1989.